# 히가시초후정
히가시초후정(東調布町)은 도쿄부 에바라군에 일찍이 존재했던 정이다. 현재의 오타구에 해당한다.

## 역사
- 1889년 5월 1일 - 정촌제 시행에 수반해 에바라군 히부스마촌이 성립하였다.
- 1912년 4월 1일 - 다마가와 강을 사이에 두고 양안으로 구불구불하게 흐르고 있었던 가나가와현 다치바나군과의 경계가 다마가와 강 위에 설정되어 2개 지역의 일부가 조후촌에 편입되었다.
- 1928년 4월 1일 - 조후촌이 정으로 승격. 기타타마군 조후정이 중복을 피하기 위해 명칭을 변경해 히가시초후정이 되었다.

## 교통

### 철도
- 도쿄 요코하마전철(현 도큐급행전철)
  - 도요코선
- 메구로 가마타 전철
  - 메구로선
- 이케카미 전기철도
  - 본선

### 도로
- 나카하라 가도